# Matija Gubec

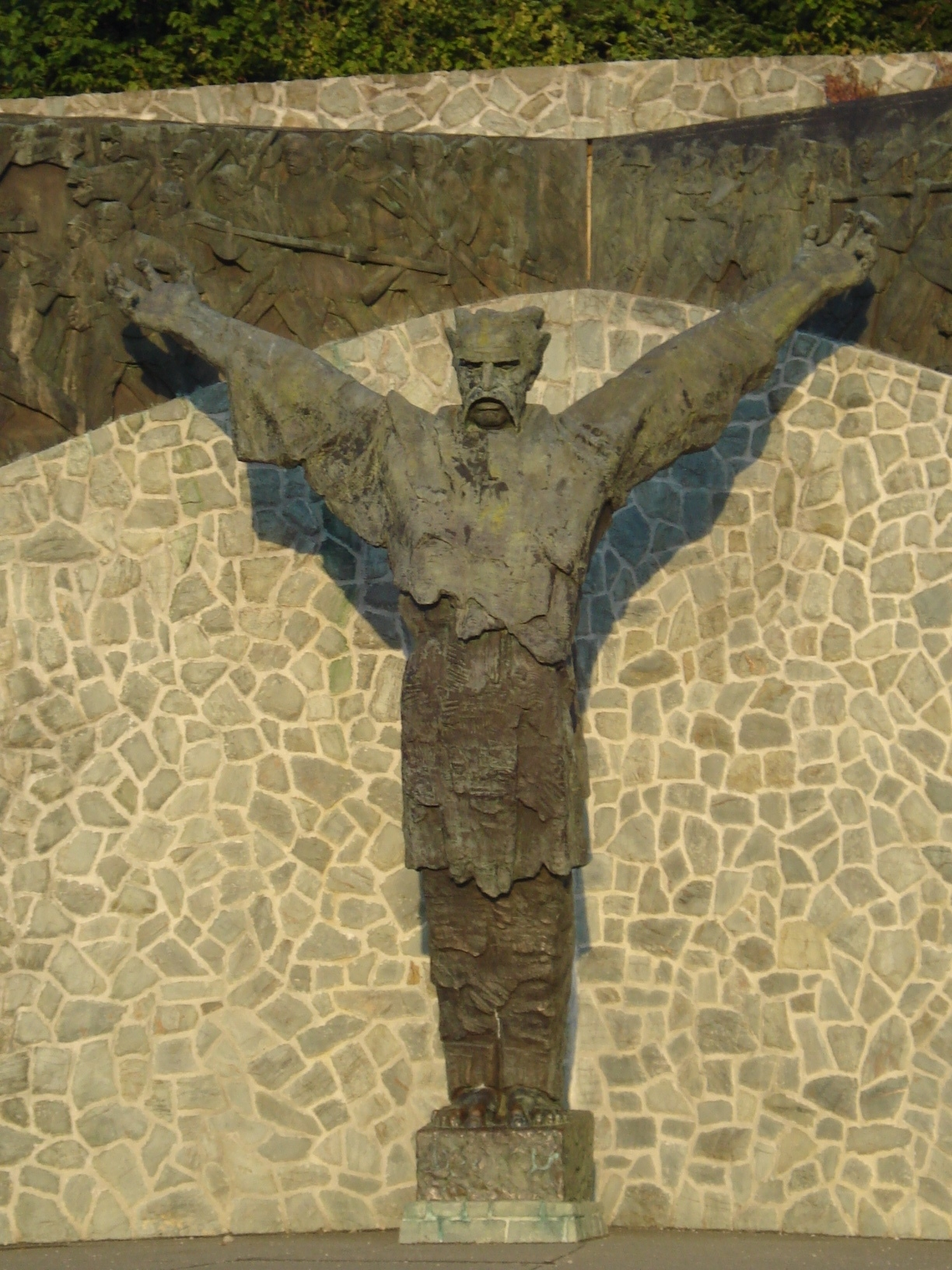
Matija Gubec par Antun Augustinčić

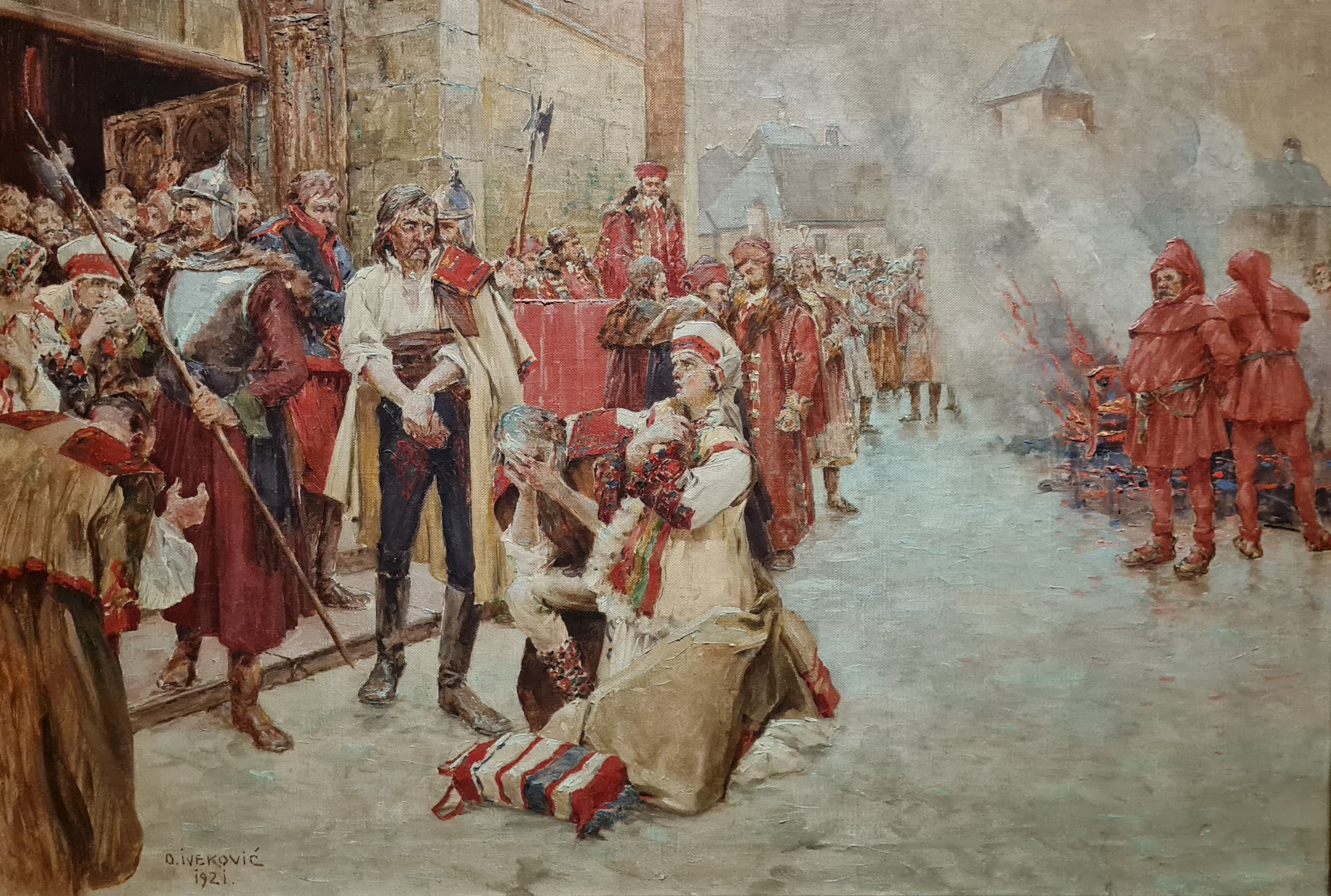
Exécution de Matija Gubec

Matija Gubec, né en 1538 et mort le 15 février 1573, est le chef d'un soulèvement paysan croate et slovène réprimé dans le sang à Stubičke Toplice le 9 février 1573.